# Kelli Stack
Kelli Allison Stack (* 13. Januar 1988 in Cleveland, Ohio) ist eine ehemalige US-amerikanische Eishockeyspielerin, die zuletzt bei Kunlun Red Star in der Canadian Women’s Hockey League auf der Position des Centers spielte. Stack war zwischen 2008 und 2017 Mitglied der Frauen-Eishockeynationalmannschaft der Vereinigten Staaten und mehrfache Weltmeisterin.

## Karriere

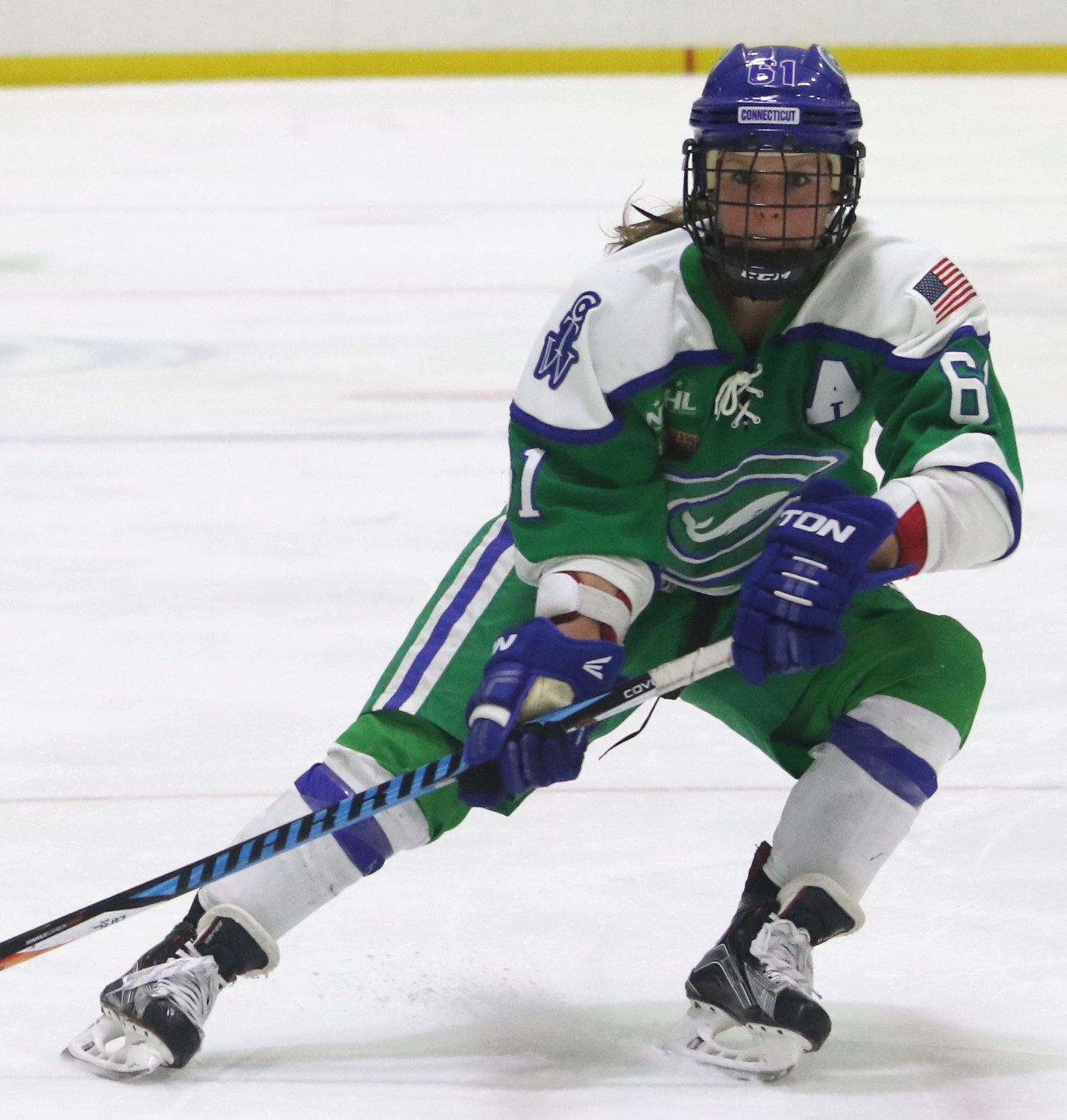
Stack im Trikot der Connecticut Whale

Stack spielte während ihrer Highschool-Zeit bis 2006 unter anderem für das Juniorenteam der Detroit Honeybaked in der Midwest Elite Hockey League. Zum Schuljahr 2006/07 wechselte die Stürmerin schließlich ans Boston College, deren Eishockeyteam sie parallel zu ihrem Studium die folgenden fünf Jahre angehörte. Sie spielte dabei mit der Mannschaft in der Hockey East, einer Division im Spielbetrieb der National Collegiate Athletic Association. In dieser Zeit debütierte Stack für die Frauen-Eishockeynationalmannschaft der Vereinigten Staaten, für die sie erstmals an der Weltmeisterschaft 2008 teilnahm. Dort gewann sie – ebenso wie bei der Weltmeisterschaft 2009 – die Goldmedaille.
Nach drei Jahren am College – überschattet von einer öffentlich gewordenen Beziehung zu ihrem damaligen Trainer, der daraufhin von seinem Amt zurücktrat – setzte Stack zunächst ihr Studium für ein Jahr aus und wechselte zur Saison 2009/10 in den US-amerikanischen Eishockeyverband USA Hockey, mit dem sie sich gezielt auf die Olympischen Winterspiele 2010 in Vancouver vorbereitete. Das olympische Eishockeyturnier schloss die Mittelstürmerin mit dem Gewinn der Silbermedaille ab. Danach kehrte sie für ihr letztes Jahr ans Boston College zurück und errang mit dem Team den Titel der Hockey East. Zudem wurde sie bei der Weltmeisterschaft 2011 zum dritten Mal Weltmeister.
Trotz des Wechsels in den Profibereich zur Saison 2011/12 blieb Stack der Stadt Boston treu und spielte fortan in der Canadian Women’s Hockey League für die Boston Blades. Nach einer kompletten Spielzeit für die Blades und einer weiteren Silbermedaille im Rahmen der Weltmeisterschaft 2012, bei der sie auch beste Stürmerin des Turniers war und im All-Star-Team stand, war sie in der Folge nur noch sporadisch für die Mannschaft aktiv. Zunächst bedingt durch eine Verletzung sowie die erneute Vorbereitung im US-Verband auf die Olympischen Winterspiele 2014 in Sotschi, von denen sie eine weitere Silbermedaille mitbrachte, anschließend durch einen kurzzeitigen Rücktritt vom aktiven Sport. Dennoch gewann sie mit den Blades im Frühjahr 2013 den Clarkson Cup.
Erst zur Spielzeit 2015/16 kehrte die Angreiferin vollwertig in den Spielbetrieb zurück, nachdem sie ein lukratives Angebot der Connecticut Whale aus der neu gegründeten National Women’s Hockey League erhalten hatte. Für das in Stamford beheimatete Team lief Stack die folgenden zwei Jahre mit durchwachsenem Erfolg auf. Mit dem Nationalteam gewann sie in den Jahren 2016 und 2017 allerdings ihren vierten und fünften Weltmeistertitel. Im Mai 2017 wechselte Stack dann zurück in die CWHL, wo sie bis 2018 für Kunlun Red Star aufs Eis ging. Anschließend beendete sie ihre Karriere.

## Erfolge und Auszeichnungen
| - 2011 Hockey-East-Meisterschaft mit dem Boston College - 2013 Clarkson-Cup-Gewinn mit den Boston Blades - 2015 Teilnahme am CWHL All-Star Game | - 2016 Teilnahme am NWHL All-Star Game - 2017 Teilnahme am NWHL All-Star Game - 2018 Angela James Bowl (Topscorerin der CWHL) - 2018 Most Valuable Player der CWHL |

### International
| - 2008 Goldmedaille bei der Weltmeisterschaft - 2009 Goldmedaille bei der Weltmeisterschaft - 2010 Silbermedaille bei den Olympischen Winterspielen - 2011 Goldmedaille bei der Weltmeisterschaft - 2012 Silbermedaille bei der Weltmeisterschaft - 2012 Beste Vorlagengeberin der Weltmeisterschaft | - 2012 Beste Stürmerin der Weltmeisterschaft - 2012 All-Star-Team der Weltmeisterschaft - 2014 Silbermedaille bei den Olympischen Winterspielen - 2016 Goldmedaille bei der Weltmeisterschaft - 2017 Goldmedaille bei der Weltmeisterschaft |

## Karrierestatistik

### International
Vertrat die USA bei:
| - Weltmeisterschaft 2008 - Weltmeisterschaft 2009 - Olympischen Winterspielen 2010 - Weltmeisterschaft 2011 | - Weltmeisterschaft 2012 - Olympischen Winterspielen 2014 - Weltmeisterschaft 2016 - Weltmeisterschaft 2017 |

(Legende zur Spielerstatistik: Sp oder GP = absolvierte Spiele; T oder G = erzielte Tore; V oder A = erzielte Assists; Pkt oder Pts = erzielte Scorerpunkte; SM oder PIM = erhaltene Strafminuten; +/− = Plus/Minus-Bilanz; PP = erzielte Überzahltore; SH = erzielte Unterzahltore; GW = erzielte Siegtore; 1 Play-downs/Relegation; Kursiv: Statistik nicht vollständig)